# 190 до н. е.

## Події
- Грудень — битва при Магнезії між римською армією на чолі з Сципіоном Азійським та армією Селевкідської держави на чолі з Антіохом III, вирішальна битва Сирійської війни.
- Напад Птолемея V на Арвад
- Битва у Панормі
- Битва при Евримедонті
- Битва при Міонессі